# Neon Future III
『ネオン・フューチャー III』（Neon Future III）は、2018年11月9日に発売されたスティーヴ・アオキの5枚目のアルバム。